# Perla carantana
Perla carantana är en bäcksländeart som beskrevs av Ignac Sivec och Alfred Byrd Graf 2002. Perla carantana ingår i släktet Perla och familjen jättebäcksländor. Inga underarter finns listade i Catalogue of Life.